# Moordorf (Nedersaksen)
Moordorf is een dorp in de Duitse  deelstaat Nedersaksen. Het dorp is onderdeel van de gemeente Südbrookmerland in de Landkreis Aurich in Oost-Friesland.
Moordorf ligt in het oosten van Südbrookmerland. Het is met meer dan zesduizend inwoners het grootste dorp in de gemeente. Van origine is het een veenkolonie, gesticht na 1767. In de tweede helft van de 19e eeuw was Moordorf een van de armste dorpen van geheel Duitsland.  Tegenwoordig geldt Moordorf als SPD-bastion, waar het voor de oorlog een Hochburg van de toenmalige KPD was. Moordorf bleef, zeker in de nazi-tijd berucht als broeinest van a-socialen, van wie de helft niet voor een behoorlijk boerenbestaan deugde. Om dit asocialen-probleem op te lossen, werd door o.a. Herbert Linden, een berucht nazi-arts en mede-verantwoordelijke voor de massamoord op psychiatrische patiënten Aktion T-4, gedwongen sterilisatie van de vrouwen voorgesteld, en in 26 gevallen ook uitgevoerd.
Het werkelijke probleem van Moordorf, de grote armoede, werd pas in 1964 opgelost, toen te Emden de autofabriek van Volkswagen geopend werd en honderden mannen uit Moordorf daar werk vonden. Verdere verbetering trad op, toen Moordorf in 1972 het economisch hart van de nieuwe gemeente Südbrookmerland werd en er zich talrijke winkels en bedrijven vestigden.
Tussen 1970 en 2005 steeg de bevolking van Moordorf met meer dan 50% door de bouw van nieuwe woonwijken. Het dorp heeft tegenwoordig vooral een woonforensenfunctie voor het slechts zes kilometer oostelijker gelegen Aurich en, nog steeds, voor personeel van de autofabriek te Emden.
Te Moordorf bestaat sedert 1978 een  3,2 hectare groot Moormuseum (Veenmuseum). In dit openluchtmuseum zijn een aantal armelijke behuizingen van vroegere bewoners nagebouwd. De nadruk ligt sterk op de moeilijke levensomstandigheden, die de mensen hier tussen circa 1760 en 1960 moesten trotseren.
Rond 1920 vonden turfstekers in het veen bij het dorp de gouden zonneschijf van Moordorf, die uit de bronstijd (circa 1500-1300 v.C.) dateert. Het voorwerp behoort tot de collectie van het Niedersächsische Landesmuseum Hannover.

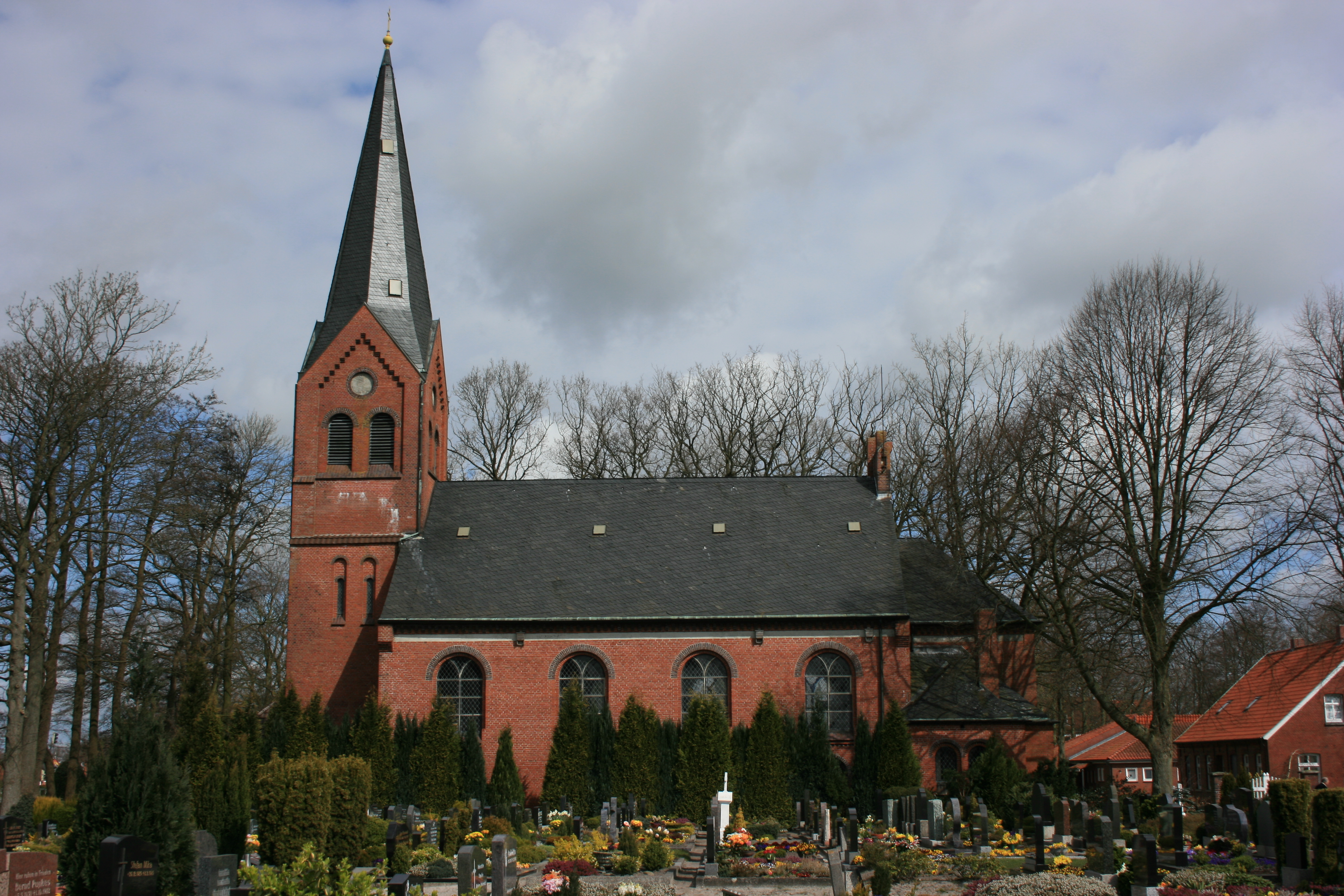
De Martin Lutherkerk van Moordorf (1893)
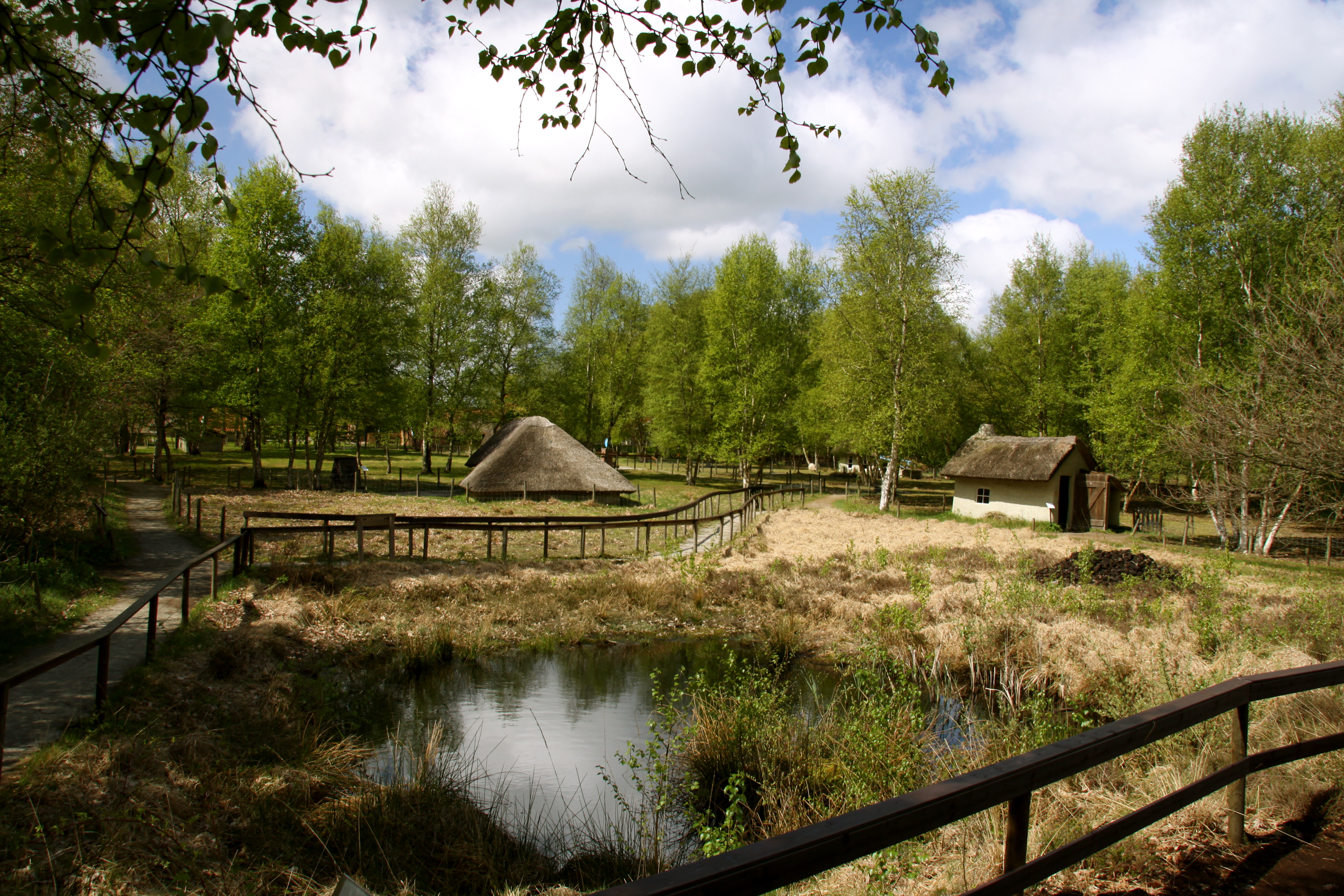
Veenmuseum
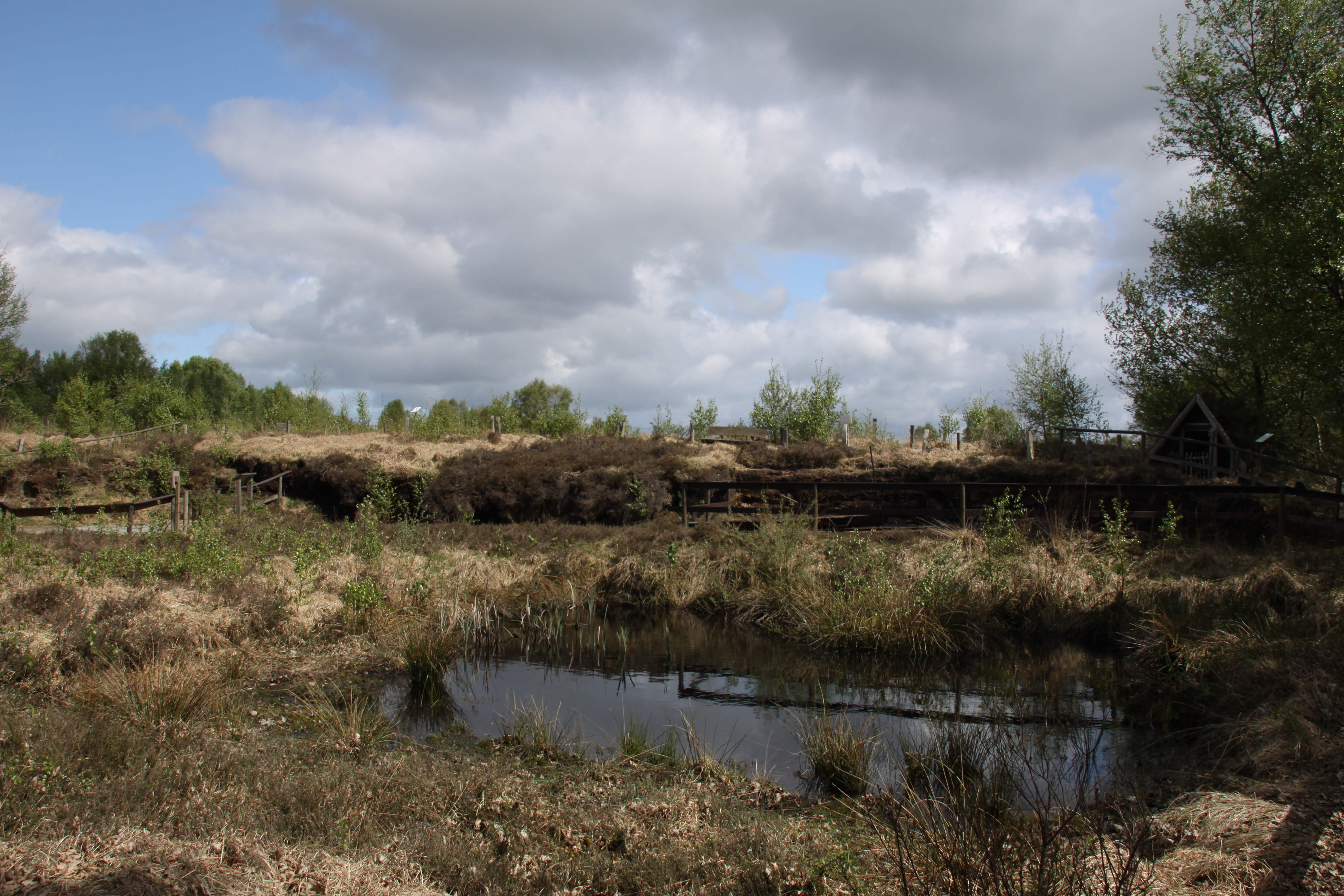
Hoogveen in het Veenmuseum van Moordorf
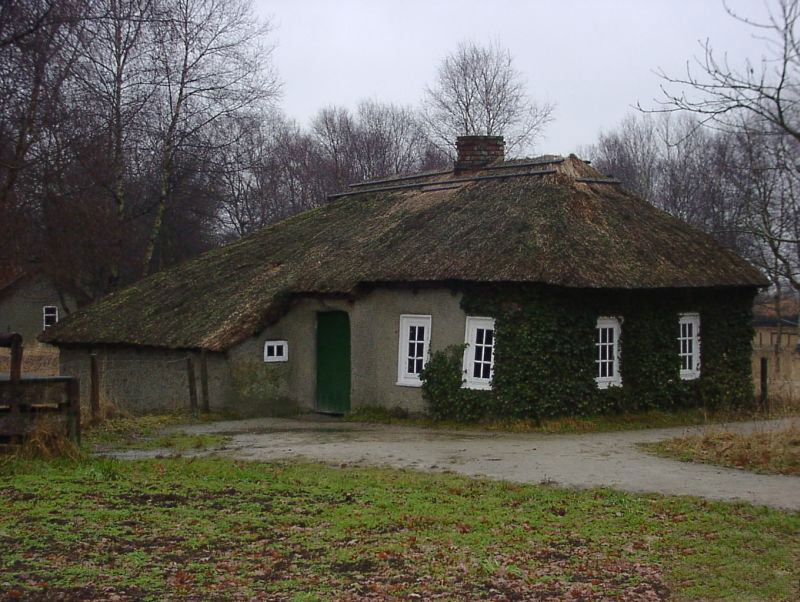
Nagebouwde lemen hut, Veenmuseum
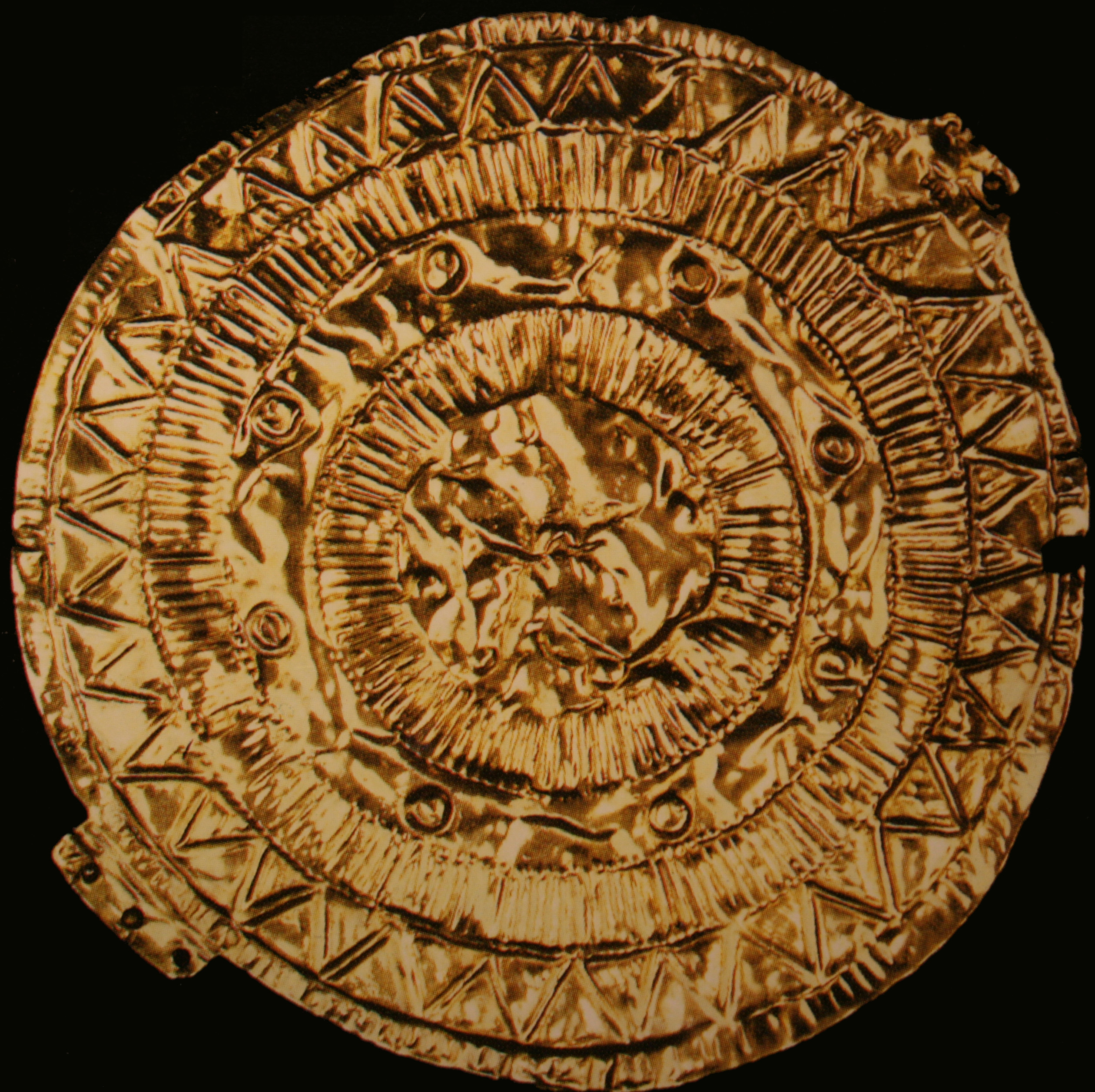
Zonneschijf van Moordorf

- Virtual International Authority File: 168637090